# Witalij Kuczer
Witalij Ołehowycz Kuczer, ukr. Віталій Олегович Кучер (ur. 27 października 1997 w Charkowie) – ukraiński siatkarz, reprezentant kraju, grający na pozycji przyjmującego.
W 2016 roku na Mistrzostwach Europy Juniorów występował na pozycji libero.

## Sukcesy klubowe
Superpuchar Ukrainy:
- 2017, 2020

Mistrzostwo Ukrainy:
- 2021
- 2018, 2022
- 2019

Puchar Ukrainy:
- 2021

## Sukcesy reprezentacyjne
Mistrzostwa Europy juniorów:
- 2016[3]

Liga Europejska:
- 2023[4]